# Therese Raquin (1915)
Therese Raquin ist ein italienisches Stummfilmdrama aus dem Jahr 1915 mit Maria Carmi in der Titelrolle.

## Handlung
Therese (im italien. Original: Teresa) Raquin betreibt zusammen mit der Stiefmutter ein Geschäft, ihr Mann Camillo arbeitet als Beamter. Die junge Frau wurde massiv in diese Ehe gedrängt, die sich ihr mehr und mehr als leidenschaftslos und eintönig darbietet. Daraufhin beginnt Therese ihren Mann mit dessen bestem Freund Lorenzo zu betrügen. Dieser hat all das, was Camillo ermangelt. In dieser von sexueller Freizügigkeit bestimmten Beziehung erleben beide Liebende ein als intensiv und stark empfundenes Glück. Schließlich beginnt die Beziehung an eine irreversible Tiefe zu gewinnen, und so schmieden beide den Plan, Camille, der einer gemeinsamen Zukunft im Wege zu stehen scheint, aus dem Weg zu räumen, um endlich ihre Beziehung nach außen hin offen zu leben. 
An einem Sonntag unternehmen die drei einen gemeinsamen Ausflug mit einer Bootspartie auf dem Fluss. Dort schubsen Therese und Lorenzo Camille ins Wasser und ertränken ihn. Vor der Polizei tun sie erschüttert und entsetzt, um den eiskalt geplanten Mord wie einen Unfall aussehen zu lassen. Anfänglich kommt ihnen niemand auf die Schliche, weder Polizei noch die Familie hegt einen Verdacht. Nach einem Jahr heiraten Therese und Lorenzo. Doch seit beider Verbrechen ist der Wurm in dieser Beziehung, und die Leidenschaft weicht alltäglichen Ängsten. Auch wird das Paar von Alpträumen und schweren Gewissensbissen geplagt. Bald bekommen ihre Ängste und ein einsetzender Verfolgungswahn zwanghafte Züge. Halluzinationen bestimmen ihr tagtägliches Dasein, und Therese und Lorenzo machen sich ihr Leben gegenseitig zur Hölle. Es kommt zu gegenseitigen Schuldzuweisungen und sogar Gewalt. Am Ende des emotionalen wie psychischen Abstieges steht der gemeinsame Freitod.

## Produktionsnotizen
Therese Raquin, gedreht in der zweiten Jahreshälfte 1914, wurde im Januar 1915 uraufgeführt. In Österreich-Ungarn lief der Streifen noch 1915, bereits nach der Kriegserklärung Italiens an die Mittelmächte, an. Ob Carmis im November 1915 im Berliner Mozartsaal gezeigter Film Therese mit diesem Film identisch ist, kann nicht mit letzter Sicherheit geklärt werden.

## Kritik
„Dieser Film zählt zu den hervorragendsten Werken der Filmkunst, sowohl was Darstellung als auch Regie anbelangt. Maria Carmi bietet das Vollendetste, das man sich vorstellen kann und auch die Darsteller der anderen Hauptrollen haben den Dichter in geradezu erstaunenswerter Weise erfaßt. Der erschütternde Roman wirkt in dem Filmbild vielleicht noch erschütternder als im Buche, ohne daß für diesen Zweck besonders krasse, ja rein äußerliche Mittel gesucht worden wären, die etwa dem literarischen Wert des Werkes Abbruch bringen hätten können.“